# Abarenicola pusilla
Abarenicola pusilla är en ringmaskart som först beskrevs av Jean Louis Armand de Quatrefages de Bréau 1866.  Abarenicola pusilla ingår i släktet Abarenicola och familjen Arenicolidae. Inga underarter finns listade i Catalogue of Life.